# 862. grenadirski polk (Wehrmacht)
862. grenadirski polk (izvirno nemško 862. Grenadier-Regiment; kratica 862. GR) je bil pehotni polk Heera v času druge svetovne vojne.

## Zgodovina
Polk je bil ustanovljen 1. julija 1943 za potrebe 274. pehotne divizije.
Pozneje je bil preimenovan v 862. trdnjavski grenadirski polk. 